# Violenza di ritorno
In antropologia, la violenza di ritorno è un meccanismo ipotizzato da Maurice Bloch come base di una vasta gamma di rituali tra cui riti di iniziazione, matrimoniali, funebri e altri. Si tratta di una teoria del rituale che propone l'esistenza di un nucleo irriducibile e universale dell'esperienza religiosa che ha come obiettivo la negazione della transitorietà della vita umana e delle istituzioni.

## Schema della violenza di ritorno

### Prima fase - caratterizzata da una volontaria rinuncia della vitalità interna
L'essere umano è solitamente visto come essere duale in cui coesistono due elementi, uno trascendentale e uno vitale. 
Nella prima fase dei rituale la parte vitale viene simbolicamente uccisa portando alla "quasi morte" del soggetto che rinuncia spontaneamente alla sua  vitalità originaria (è il primo elemento di violenza) per diventare temporaneamente essere di pura trascendenza. C'è un'inversione delle normali regole biologiche dove la "morte" simbolica apre l'accesso ad una nuova vita nell'ultraterreno e immortale.

### Seconda fase - riconquista della vitalità attraverso il consumo violento/aggressivo di vitalità esterna
Il soggetto non può restare per sempre puramente trascendente in quanto per definizione è ancora vivo. C'è allora bisogno di recuperare la vitalità perduta. Non può trattarsi di un mero ristabilirsi della situazione iniziale, altrimenti l'intero processo non avrebbe senso. Si ritorna al mondo portando per sempre con sé la trascendenza acquisita, e la vitalità si riacquista a partire da una fonte esterna che si può legittimamente consumare. È questo il secondo elemento di violenza, o violenza di ritorno, che si indirizza verso l'esterno per riacquisire una nuova e più forte vitalità.
A seconda delle concrete condizioni socio-economico-politiche in cui si svolge il rituale, il simbolismo della violenza di ritorno può essere indirizzato in varie maniere; 
1. Affermare la riproduzione - nel caso di popolazioni sottomesse o di gruppi sociali inferiori all'interno di una società, o comunque non in grado di espandersi militarmente all'esterno
2. Legittimare l'espansionismo - interno; creando una gerarchia sociale, o esterno, traducendosi in aggressione di conquista
3. Portare all'abbandono della vitalità terrena - questo è il caso in cui la situazione contestuale venga considerata dagli attori sociali talmente degradata da non voler più farci ritorno, allora il rituale non presenta la seconda fase, quella della reintroduzione della vitalità, come se si volesse restare per sempre nell'area del trascendente

## Teoria del rituale
Questo schema  sembra ricorrere in tutti i gruppi umani e in una vasta gamma di rituali (ovviamente con differenza contestuali, che però non sembrano intaccare l'ipotesi di una continuità). Il motivo di questa ricorrenza sembra la ricerca di una risposta alla condizione biologica umana. Come confermano infatti gli studi transculturali di psicologia, i gruppi umani sembrano percepire tutti in egual maniera il ciclo biologico di nascita e morte(anche se poi le rappresentazioni simboliche non sono le stesse). Lo schema della violenza di ritorno parte da un rituale che rovescia questo stato naturale di cose (una morte che porta ad una nuova e migliore vita), nel tentativo di creare un'unità trascendentale immortale che sopravviva alla morte degli individui. C'è il bisogno di costruire strutture immortali, avendo come base la naturale mortalità umana. Si soddisfa questo bisogno con un'immagine che dipende dalla conquista della vitalità di qualcosa/qualcuno di esterno, che però non potrà conquistare a sua volta.
Il sistema non è sempre privo di tensioni, possono verificarsi dubbi in situazioni difficili per il gruppo umano, cosa che può portare talvolta al totale rifiuto del meccanismo.